# Onno Eichelsheim

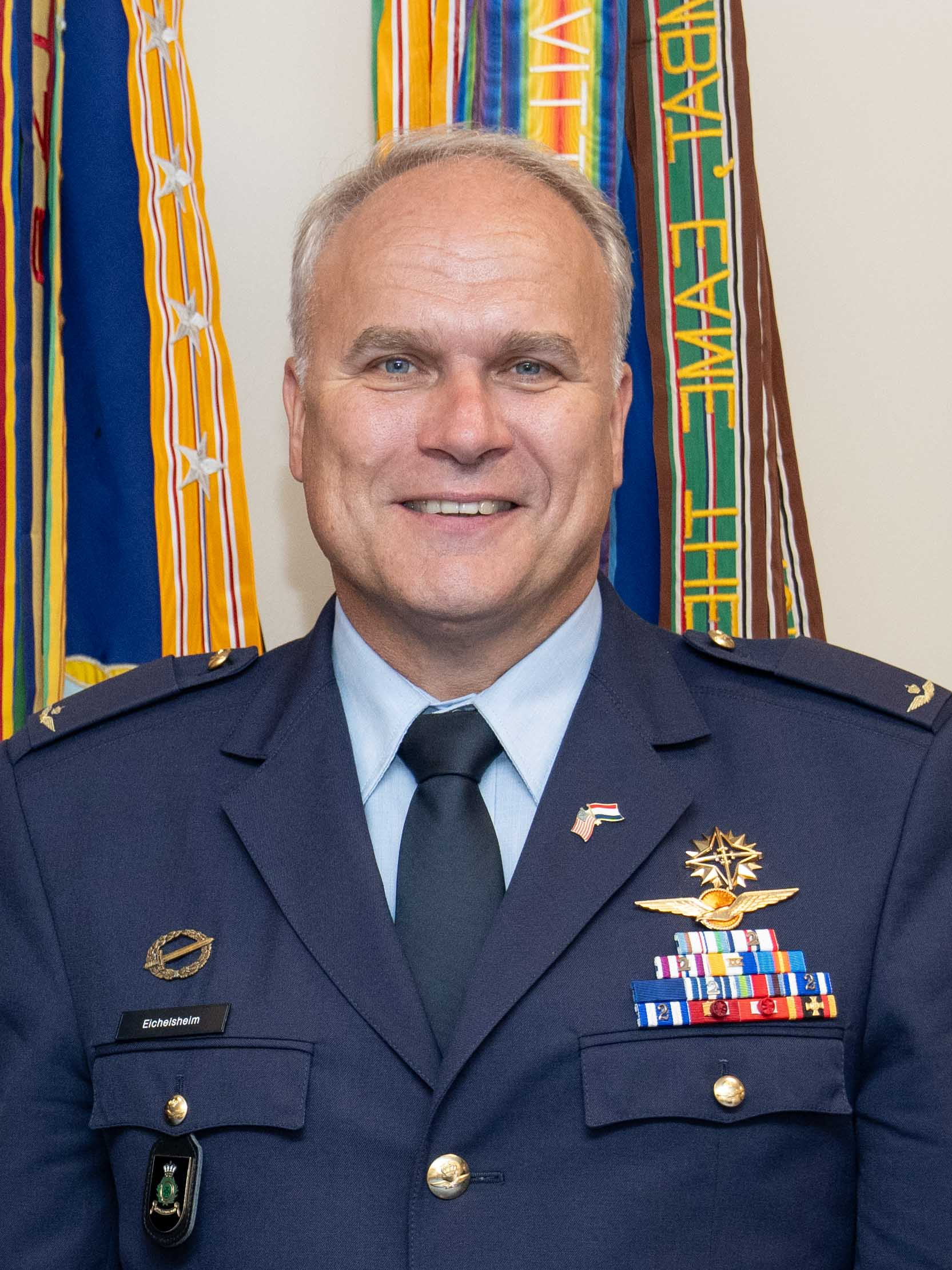
Onno Eichelsheim (2024)

Onno Eichelsheim (* 1966 in Schiedam) ist ein General der Koninklijke Luchtmacht, der Luftstreitkräfte der Niederlande. Seit 15. April 2021 ist er Befehlshaber der Niederländischen Streitkräfte.

## Leben
Onno Eichelsheim wurde 1966 in Schiedam, in der niederländischen Provinz Südholland, geboren.

### Militärische Laufbahn
Im Jahr 1986 begann Eichelsheim seine Offiziersausbildung an der Koninklijke Militaire Academie in Breda. Im Jahr 1990 schloss er seine Ausbildung zum Hubschrauberpiloten ab. Bis 1996 diente er bei der 299. Staffel auf dem Militärflugplatz Deelen. Während dieser Zeit war er mit seiner Einheit zeitweise in Bosnien und Herzegowina stationiert. Später wurde er in Texas auf dem Apache-Helikopter geschult und nach der Rückkehr in die Niederlande zum Flight Commander der 301. Apache Staffel ernannt. Dieser Verwendung folgte eine Versetzung zur 302. Staffel und verschiedene Auslandseinsätze. Im Jahr 2005 wurde er, im Rang eines Oberstleutnants, zum Kommandanten der 301. Staffel ernannt. Später diente er im Verteidigungsministerium und wurde 2011, im Rang eines Obersts, Chef der Helikopteroperationen der niederländischen Luftstreitkräfte.

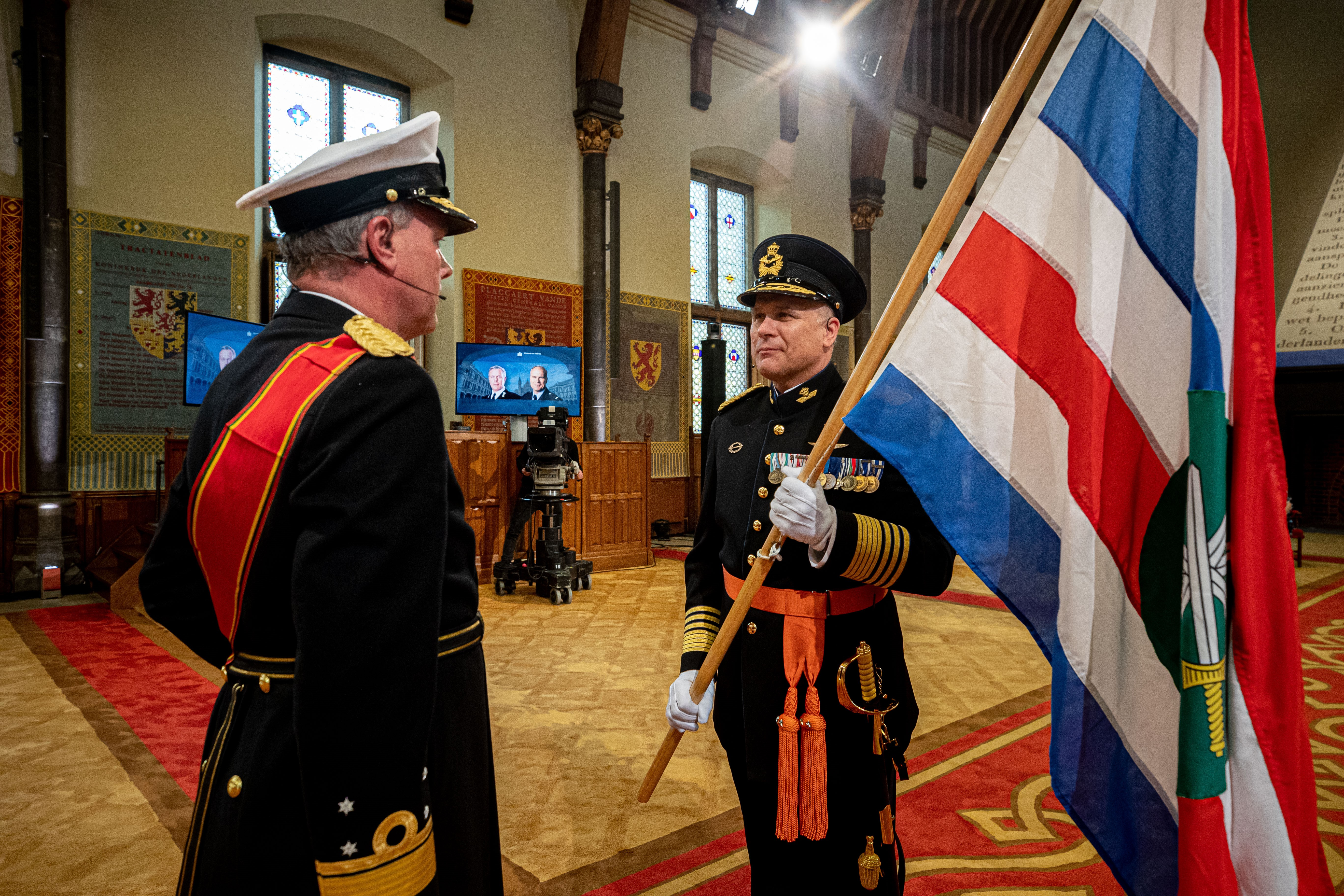
Eichelsheim bei der Amtsübergabe mit seinem Vorgänger Rob Bauer

Ab 2014 diente Onno Eichelsheim als Air Commodore im Hauptquartier der Luftwaffe. Im April 2016 wurde er zum Generalmajor befördert und zum Direktor des Militaire Inlichtingen- en Veiligheidsdienst ernannt. Im Juli 2019 wurde zum Generalleutnant befördert und zum stellvertretenden Befehlshaber der niederländischen Streitkräfte ernannt. Am 5. März 2021 schied er aus diesem Posten aus und bereitete sich darauf vor, den des Befehlshaber der Streitkräfte zu übernehmen (die feierliche Übergabe erfolgte am 15. April).

### Privates
Der General ist verheiratet und hat drei Kinder.